# Brasiliens Grand Prix 1990
Brasiliens Grand Prix 1990 var det andra av 16 lopp ingående i formel 1-VM 1990.

## Resultat
1. Alain Prost, Ferrari, 9 poäng
2. Gerhard Berger, McLaren-Honda, 6
3. Ayrton Senna, McLaren-Honda, 4
4. Nigel Mansell, Ferrari, 3
5. Thierry Boutsen, Williams-Renault, 2
6. Nelson Piquet, Benetton-Ford, 1
7. Jean Alesi, Tyrrell-Ford
8. Satoru Nakajima, Tyrrell-Ford
9. Pierluigi Martini, Minardi-Ford
10. Alessandro Nannini, Benetton-Ford (varv 68, punktering)
11. Nicola Larini, Ligier-Ford
12. Philippe Alliot, Ligier-Ford
13. Riccardo Patrese, Williams-Renault (65, oljetryck)
14. Gianni Morbidelli, BMS Scuderia Italia (Dallara-Ford)

### Förare som bröt loppet
- Alex Caffi, Arrows-Ford (varv 49, koppling)
- Martin Donnelly, Lotus-Lamborghini (43, snurrade av)
- Stefano Modena, Brabham-Judd (39, snurrade av)
- Paolo Barilla, Minardi-Ford (38, motor)
- Yannick Dalmas, AGS-Ford (28, upphängning)
- Derek Warwick, Lotus-Lamborghini (25, elsystem)
- Aguri Suzuki, Larrousse (Lola-Lamborghini) (24, upphängning)
- Michele Alboreto, Arrows-Ford (24, upphängning)
- Gregor Foitek, Brabham-Judd (14, transmission)
- Eric Bernard, Larrousse (Lola-Lamborghini) (13, växellåda)
- Olivier Grouillard, Osella-Ford (8, kollision)
- Andrea de Cesaris, BMS Scuderia Italia (Dallara-Ford) (0, kollision)

### Förare som ej kvalificerade sig
- Stefan "Lill-Lövis" Johansson, Onyx-Ford
- JJ Lehto, Onyx-Ford
- Ivan Capelli, Leyton House-Judd
- Mauricio Gugelmin, Leyton House-Judd

### Förare som ej förkvalificerade sig
- Gabriele Tarquini, AGS-Ford
- Roberto Moreno, EuroBrun-Judd
- Bertrand Gachot, Coloni-Subaru
- Claudio Langes, EuroBrun-Judd
- Gary Brabham, Life

## VM-ställning
| Förarmästerskapet 1. Ayrton Senna, McLaren-Honda, 13 2. Alain Prost, Ferrari, 9 3. Thierry Boutsen, Williams-Renault, 6 Gerhard Berger, McLaren-Honda, 6 Jean Alesi, Tyrrell-Ford, 6 | Konstruktörsmästerskapet 1. McLaren-Honda, 19 2. Ferrari, 12 3. Tyrrell-Ford, 7 |